# Tony Hawk
Anthony Frank Hawk (* 12. května 1968 San Diego) je americký skateboardista. Jako dvanáctiletý se stal profesionálním jezdcem společnosti Powell&Peralta, která byla v osmdesátých letech 20. století nejvlivnější značkou na skateboardovém trhu. Byl členem týmu Bones Brigade, který získal popularitu v době nastupujícího zájmu o videofilmy. Řadu deseti snímků Bones Brigade režíroval a produkoval šéf týmu Stacy Peralta. V roce 1992 založil Hawk vlastní skateboardovou firmu Birdhouse. Jako první na světě odjel v roce 1999 na závodech X-Games na skateboardu trik 900, tj. obrat o 900°. V roce 2003 předvedl trik 360 varial McTwist (skateboardista udělá obrat o 540°, a deska o 900°). Je řazen mezi 10 nejlepších skateboardistů na světě, do roku 2004 vyhrál okolo 80 závodů.
V roce 1998 začal spolupracovat s firmou Activision, která vytvořila sérii počítačových her o jízdě na skateboardu. První hra ze série se jmenovala Tony Hawk's Pro Skater a stala se populární.

## Rané dětství
Narodil se v rodině učitelky a vysloužilého důstojníka amerického námořnictva, Nancy a Franka Hawkových, jako nejmladší ze čtyř dětí (bratr Steve a sestry Lenore a Patricia). Jako "noční můru" charakterizoval svůj život do té doby, než začal jezdit na skateboardu. Byl hubený, hyperaktivní a příšerný kluk, proto se jeho otec rozhodl postavit mu na dvorku rampy pro skateboard, aby ze sebe Tony vydal energii.

## Osobní život
V dubnu 1990 se oženil se Cindy Dunbarovou, ale za tři roky se s ní rozvedl. S bývalou manželkou má syna, který se narodil 6. prosince 1992. Znovu se oženil v roce 1996 s Erin Lee a manželství trvalo do roku 2004. V tomto manželství se narodili dva synové – Spencer (* 26. července 1999) a Keegan (* 18. března 2001). V roce 2006 se oženil s Lhotse Merriam, v roce 2008 se páru narodila dcera Kadence Clover Hawková, manželství bylo rozvedeno 7. února 2011. Čtvrtou manželku Kathy Goodmanovou si Hawk vzal 28. června 2015 v Limericku v Irsku.

## Obchodní zajímavosti
Jedná se o nositele ocenění firmy Activision, se kterou spolupracoval a která vyrobila počítačové hry s podtitulem Tony Hawk’s Pro Skater.

## Filmografie
- Nářez závodník na skateboardu (1986)
- Policejní akademie 4: Občanská patrola odborník na skateboarding (1987)[7]
- Jdi do toho! (1989) člen Brianovy party skateboardistů
- Escape From L.A. (1996) dublér pro Petera Fondu[8].
- Velké průšvihy Maxe Kyblíka (2001)
- Z nuly hrdinou (2002)
- Co mám na tobě ráda (2002)
- Stoked: The Rise and Fall of Gator (2002)
- xXx (2002) cameo
- Jackass: The Movie (2002)
- Haggard (2003) policajt
- CKY 4 (2004)
- Lords Of Dogtown (2005) astronaut
- Black Label: Who Cares? The Duane Peters Story (2005)[9]
- The Reality of Bob Burnquist (2005)[10]
- Kriminálka Miami (2005) Série 3, epizoda 18 (skateboardista/tester počítačových her/programátor/oběť)
- Jackass Number Two (2006)
- Rising Son – The Legend of Skateboarder Christian Hosoi (2006)
- Jackass 3D (2010)
- F jako fotři (2011)
- Kick Buttowski: Suburban Daredevil (2011) Hush (dabing) [11][12]
- Waiting For Lightning (2012)[13]
- Bones Brigade: An Autobiography (2012)[14][15][16]
- Rodičovský manuál (2012)
- Bonus Brigade (2013)
- Unity (2014) – vypravěč (dokumentární)
- Comedy Bang! Bang! (2014)
- Video Game High School (2014)